# Movable Type
Movable Type är ett blogg- och publiceringsverktyg utvecklat av Six Apart. Det är ett av de vanligare på marknaden[källa behövs] och innehåller de flesta funktioner som är vanliga bland andra bloggverktyg. Detta inkluderar fleranvändarstöd, kategorisering, kommentarsfunktion, stöd för trackback och grafiska teman. 
Det var tack vare Six Apart som funktionen trackback introducerades, något som inkluderades i version 2.2 av Movable Type. I dagsläget använder sig ett stort antal av bloggverktygen denna funktionalitet för att visa andra bloggar som kommenterat ett inlägg eller artikel.
Movable Type är skrivet i programmeringsspråket Perl och kan använda någon av databaserna MySQL, PostgreSQL, Berkeley DB eller SQLite även om MySQL rekommenderas i första hand. I senare versioner av verktyget har även stöd för dynamisk publicering med hjälp av PHP inkluderats.
Den av Six Apart tillhandahållna betaltjänsten Typepad använder sig av Movable Type.
Den senaste versionen av Movable Type, version 5.14, släpptes 16 maj 2012.